# Bågstarr
Bågstarr (Carex maritima) är en flerårig gräslik växt inom släktet starrar och familjen halvgräs. Bågstarr har kryppande jordstammar med strån i rader och grågröna täta strån, vanligen böjda. De styva bladen blir från 0,5 till 2 mm, är rännformiga eller inrullade. Den klot- till äggformiga axsamlingen blir från 0,5 till 1,5 cm med tre till fem tätt sittande ax, med hanblommor upptill. De rödbruna axfjällen blir från tre till fyra mm, brett äggrunda, trubbiga och hinnkantade. De gula till mörkbruna fruktgömmene blir från 3,5 till 4,5 mm, mörka upptill, har otydliga nerver och kort, något sned näbb. Bågstarr blir från 3 till 18 cm hög, blommar från juni till juli och bildar i sällsynta fall hybrider med lappstarr på Svalbard.

## Utbredning
Bågstarr är ganska sällsynt i Norden, men påträffas vanligtvis på fuktig sand eller grus kustnära mark, såsom sandstränder, dyner, å och bäckmynningar. Dess utbredning i Norden sträcker sig till Sveriges västkust, ett litet område längs norra kusten i Danmark, hela Norges kuststräcka, hela Färöarna, så gott som hela Island och vissa områden på Svalbard.
- Referens: Den nya nordiska floran ISBN 91-46-17584-9